# 長友達也
長友 達也（ながとも たつや、1953年12月27日 - ）は、日本の男性俳優、声優。大沢事務所所属。長崎県出身。

## 出演
太字はメインキャラクター。

### 映画
1976年
- 衝撃!蒼い性の告白

1978年
- 痴漢下着泥棒

1979年
- 痴漢快速電車
- 夜這い どてさがし

1983年
- 巨根伝説 美しき謎
- 木又三郎君の事 ぼくらの時代

### CM
- TOYOTA
- クロノ・トリガー

### ゲーム
1999年
- ヴァルキリープロファイル（グレイ、ガブリエ・セレスタ、ファーン）

2006年
- ヴァルキリープロファイル レナス（グレイ、ガブリエ・セレスタ、ファーン）

### ナレーション
- HONDA Motorcycle 翼ある人。親子編